# (8977) Paludicola
(8977) Paludicola ist ein Asteroid des Hauptgürtels, der am 29. September 1973 von den niederländischen Astronomen Cornelis Johannes van Houten, Ingrid van Houten-Groeneveld und Tom Gehrels am Palomar-Observatorium (IAU-Code 675) in Kalifornien entdeckt wurde.
Der Asteroid wurde nach dem Seggenrohrsänger (wissenschaftlicher Name: Acrocephalus paludicola) benannt.